# Marina Sciocchetti
Marina Sciocchetti (* 13. November 1958 in Gallarate) ist eine ehemalige italienische Vielseitigkeitsreiterin.

## Werdegang
Sciocchetti nahm mit ihrem Pferd Rohan de Lechereo an den Olympischen Sommerspielen 1980 in Moskau teil und errang dort beim Vielseitigkeitsreiten im Mannschaftswettkampf die Silbermedaille. Im Einzel belegte sie den neunten Platz. 1984 trat sie erneut bei den Olympischen Sommerspielen an und wurde auf Master Hunt sowohl im Einzel auch mit der Mannschaft Siebte.